# Marrakech (Juego)
Marrakech es un juego de mesa diseñado por Dominique Ehrhard en el que los jugadores compiten como comerciantes de alfombras en la ciudad de Marrakech. Se publicó por primera vez en 2007 y cuenta con una edición alemana, la cual ha sido renombrada como Suleika.

## Jugabilidad
Es posile jugar desde 2 hasta 4 jugadores, aunque se recomienda para 4 jugadores. Para el juego se utiliza un tablero de 7 cuadros por lado, en el cual los jugadores colocan "alfombras" del tamaño de dos espacios, con la posibilidad de superponerlos unos sobre otros. Cada jugador tiene un color distinto y solo podrá jugar alfombras de su propio color desde su pila. Los jugadores también mueven una sola pieza de "comerciante" en la cuadrícula utilizando un dado especial de seis caras. Cuando alguien mueve al comerciante a la alfombra de un oponente, debe pagar una cantidad de dinero del juego igual a la cantidad de cuadrados conectados por el mismo color de alfombra. Los jugadores tienen como objetivo conseguir la mayor cantidad de dinero, así como ser quienes cubran la mayor cantidad de espacio con sus alfombras.

## Recepción
El juego ganó el premio francés As d'Or de en el 2008, así como el premio Österreichischer Spielepreis de Austria. También fue uno de los ganadores de los premios Mensa Select de 2009, además de ser nominado para el premio alemán Spiel des Jahres de 2008 y el Japan Boardgame Prize U-more Award de 2009.
Las críticas del juego fueron, en general, regulares: los críticos elogiaron el material del juego, el diseño armonioso y las reglas sencillas que permiten que el juego sea fácilmente entendible para el público, los niños en particular. Sin embargo, el juego ofrece muy poca profundidad, así como opciones tácticas para poder entretener a los jugadores experimentados a largo plazo.